# L2 Norte

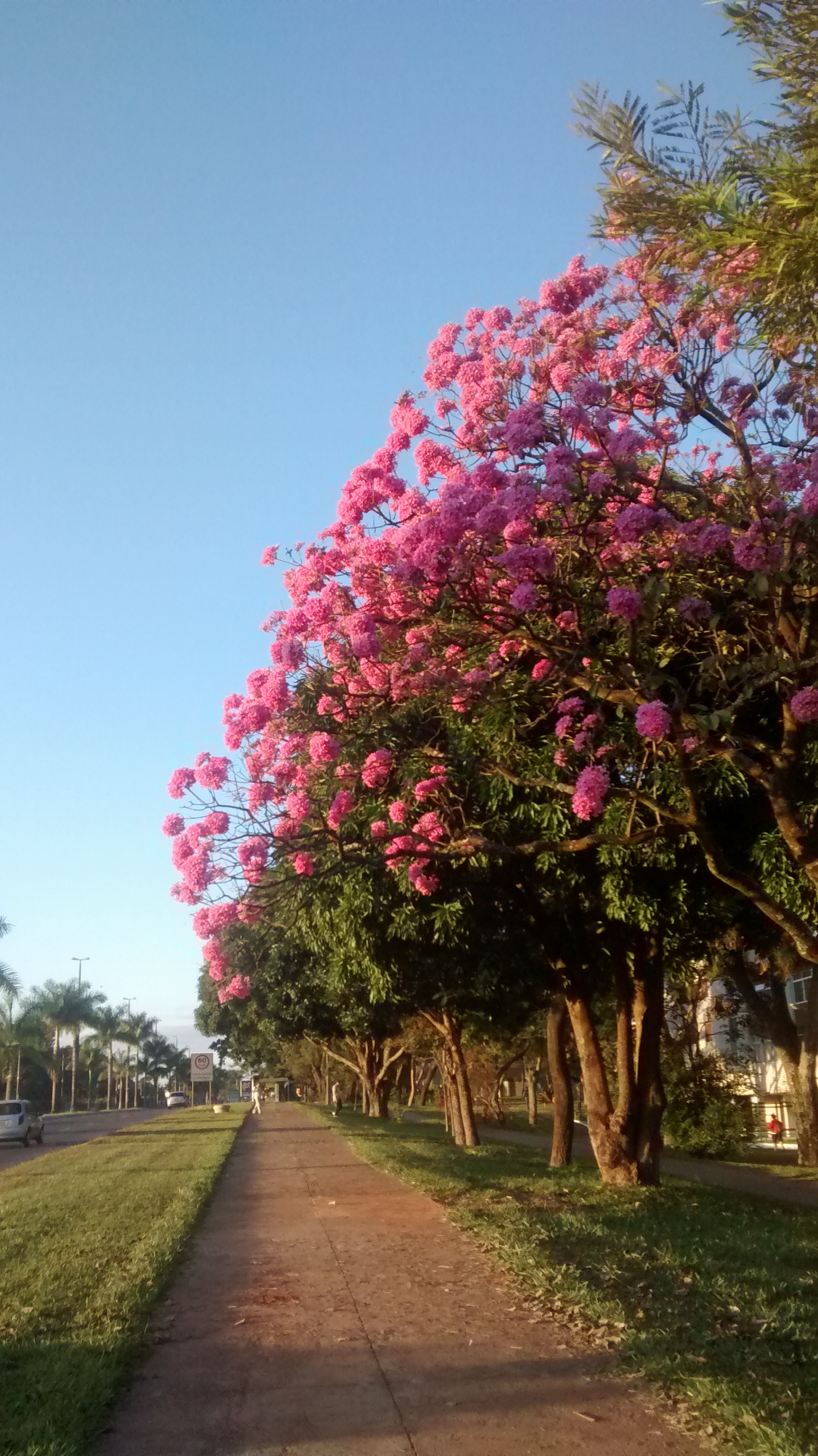
Ipê Rosa à altura da quadra 412 Norte

A L2 Norte é uma avenida do Plano Piloto de Brasília, no Distrito Federal, que liga a Esplanada dos Ministérios à saída norte da capital federal próximo ao Calçadão Norte do Lago Paranoá. Com cerca de dez quilômetros de extensão, fica localizada na Asa Norte e foi construída junto com a capital entre os anos 1950 e 1960. Leva este nome por ser a seção norte da segunda via paralela à leste do Eixo Rodoviário de Brasília, e é complementada pela L2 Sul na Asa Sul.

## Características
A via conta com seis faixas, três em cada sentido, separadas por um canteiro central.  
O lado oeste é formado pelas quadras residenciais 400, enquanto que do outro lado da rua o lado oeste é formado pelas quadras 600, que tem escolas, igrejas, serviços de saúde e outros serviços. Por conta disso, a L2 Norte tem muitos pontos de travessias para pedestres de um lado para outro - 37, no total. A velocidade máxima da via é 60 quilômetros por hora, contando com 27 semáforos. Apesar disso, em 2017 a avenida ficou em 3º entre as vias urbanas que tiveram mais mortes em Brasília, com três óbitos. Além das quadras residências e de serviços, a via margeia o Parque Ecológico Olhos d'Água, inaugurado em 1994. 
Tem acessos para a L3 Norte e a N4, um deles um viaduto. Tanto a L3 quanto a N4 levam ao Campus Darcy Ribeiro, o principal campus da Universidade de Brasília. A L2 une o lado norte e sul no Eixo Monumental, perto da Catedral de Brasília e da Esplanada dos Ministérios, sendo que a L2 Norte passa ao lado do bloco J - o último dos prédios dos Ministérios.

## Pontos de interesse
O campi de diversas universidades e outras instituições de ensino ficam nas quadras 600 da L2 Norte, que fica ao lado da Universidade de Brasília, como o Instituto de Educação Superior de Brasília (IESB), o Campus Brasília do Instituto Federal de Brasília (IFB), a Fundação Getúlio Vargas (FGV), a Faculdade Teológica Batista de Brasília (FTBB), o Colégio Madre Carmen Sallés, o Colégio Sigma, a Casa Thomas Jefferson, o Centro de Ensino Médio da Asa Norte (CEAN), a unidade de Brasília da Campanha Nacional de Escolas da Comunidade (CNEC) e o Centro de Ensino Médio Paulo Freire. Também fica na L2 Norte o Hospital Universitário de Brasília, vinculado a UnB.